# Annus Mirabilis (John Dryden)

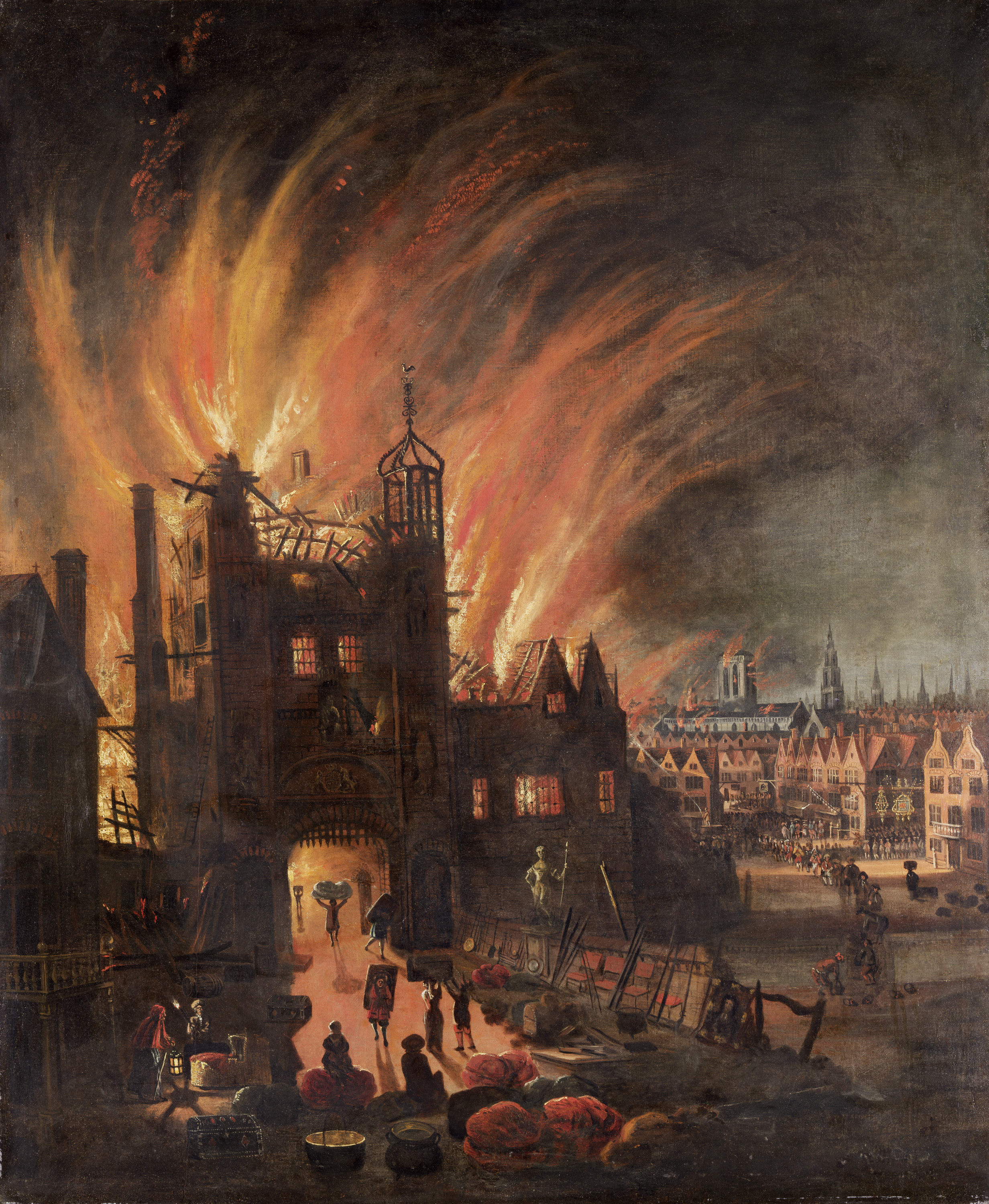
O Grande Incêndio de Londres, ocorrido em 2 de setembro de 1666, foi um dos principais eventos que afetaram a Inglaterra durante o "ano dos milagres" de Dryden.

Annus Mirabilis é um poema escrito por John Dryden publicado em 1667. Comemorava 1665–1666, o "ano dos milagres" de Londres. Apesar do nome do poema, o ano foi de grande tragédia, incluindo o Grande Incêndio de Londres. O título talvez pretendesse sugerir que os eventos do ano poderiam ter sido piores. Dryden escreveu o poema enquanto estava em Charlton em Wiltshire, onde foi para escapar de um dos grandes eventos do ano: a Grande Praga de Londres.

## Contexto histórico
O título do poema de Dryden, usado sem maiúsculas, annus mirabilis, deriva seu significado de suas origens latinas e descreve um ano de eventos particularmente notáveis. De acordo com o Oxford English Dictionary, o uso do termo por Dryden para o título de seu poema constitui o primeiro uso escrito conhecido da frase em um texto em inglês. O primeiro evento do ano milagroso foi a Batalha de Lowestoft travada por navios ingleses e holandeses em 1665. O segundo foi a Batalha dos Quatro Dias de junho de 1666 e, finalmente, a vitória da Batalha do Dia de São Tiago um mês depois. A segunda parte do poema trata do Grande Incêndio de Londres que ocorreu de 2 a 7 de setembro de 1666. O milagre do incêndio foi que Londres foi salva, que o fogo foi parado e que o grande rei (Charles II) iria reconstruir, pois ele já anunciou seus planos de melhorar as ruas de Londres e iniciar grandes projetos. A visão de Dryden é que todos esses desastres foram evitados, que Deus salvou a Inglaterra da destruição e que Deus realizou milagres para a Inglaterra.

## Estrutura
O poema contém 1216 versos, dispostos em 304 quadras. Cada linha consiste em dez sílabas, e cada quadra segue um esquema de rimas ABAB, um padrão conhecido como quadra decassilábica. Em vez de escrever nos dísticos heroicos encontrados em seus trabalhos anteriores, Dryden usou a quadra decassilábica exemplificada no poema de Sir John Davies, Nosce Teipsum, em 1599. O estilo foi revivido por William Davenant em seu poema Gondibert, que foi publicado em 1651 e influenciou a obra de Dryden. composição do Annus Mirabilis. Este estilo particular dita que cada quadra deve conter um ponto final, que A. W. Ward acredita que faz com que o verso se torne "prosy".